# Liste der Monuments historiques in Wiesviller
Die Liste der Monuments historiques in Wiesviller führt die Monuments historiques in der französischen Gemeinde Wiesviller auf.

## Liste der Objekte
| Bezeichnung       | Beschreibung                                                                | Standort                           | Kennzeichnung | Schutzstatus | Datum | Bild |
| ----------------- | --------------------------------------------------------------------------- | ---------------------------------- | ------------- | ------------ | ----- | ---- |
| Zwei Seitenaltäre | jeweils Altartisch und Retabel; Holz, farbig gefasst und vergoldet, um 1740 | in der Kirche St-Barthélémy (Lage) | PM57000410    | Classé       | 1980  |      |
| Zwei Beichtstühle | Holz, 18. Jahrhundert                                                       | in der Kirche St-Barthélémy (Lage) | PM57000411    | Classé       | 1980  |      |
| Kanzel            | mit fünf Reliefs; Holz, bemalt und vergoldet, bezeichnet 1740               | in der Kirche St-Barthélémy (Lage) | PM57000412    | Classé       | 1980  |      |